# Congo-Brazzaville op de Olympische Zomerspelen 1992
Congo-Brazzaville nam deel aan de Olympische Zomerspelen 1992 in Barcelona, Spanje. 

## Deelnemers en resultaten per onderdeel

### Atletiek
| Olympiër                                                    | Discipline     | Resultaat | Prestatie                  |
| ----------------------------------------------------------- | -------------- | --------- | -------------------------- |
| David Nkoua                                                 | 100m (m)       | 59e       | serie 8: 6de in 10,98      |
| Médard Makanga                                              | 200m (m)       | 58e       | serie 1: 7de in 22,18      |
| Médard Makanga                                              | 400m (m)       | 55e       | serie 4: 6de in 48,17      |
| Symphorien Samba                                            | 800m (m)       | 42e       | serie 1: 6de in 1.51,75    |
| Medard Makanga Michael Dzong Armand Biniakounou David NKoua | 4x100m (m)     | DSQ       | serie 2: gediskwalificeerd |
|                                                             |                |           |                            |
| Addo Ndala                                                  | 400m horden(v) | DNF       | serie 1: niet gefinisht    |

### Zwemmen
| Olympiër       | Discipline         | Resultaat | Prestatie             |
| -------------- | ------------------ | --------- | --------------------- |
| Gilles Coudray | 50m vrije slag (m) | 69e       | serie 1: 4de in 28,11 |

Albanië · Algerije · Amerikaanse Maagdeneilanden · Amerikaans-Samoa · Andorra · Angola · Antigua en Barbuda · Argentinië · Aruba · Australië · Bahama's · Bahrein · Bangladesh · Barbados · België · Belize · Benin · Bermuda · Bhutan · Bolivia · Bosnië en Herzegovina · Botswana · Brazilië · Britse Maagdeneilanden · Bulgarije · Burkina Faso · Canada · Centraal-Afrikaanse Republiek · Chili · China · Chinees Taipei · Colombia · Congo-Brazzaville · Cookeilanden · Costa Rica · Cuba · Cyprus · Denemarken · Djibouti · Dominicaanse Republiek · Duitsland · Ecuador · Egypte · El Salvador · Equatoriaal-Guinea · Estland · Ethiopië · Fiji · Filipijnen · Finland · Frankrijk · Gabon · Gambia · Gezamenlijk team · Ghana · Grenada · Griekenland · Groot-Brittannië · Guam · Guatemala · Guinee · Guyana · Haïti · Honduras · Hongarije · Hongkong · Ierland · IJsland · India · Indonesië · Irak · Iran · Israël · Italië · Ivoorkust · Jamaica · Japan · Jemen · Jordanië · Kaaimaneilanden · Kameroen · Kenia · Koeweit · Kroatië · Laos · Lesotho · Letland · Libanon · Libië · Liechtenstein · Litouwen · Luxemburg · Madagaskar · Malawi · Malediven · Maleisië · Mali · Malta · Marokko · Mauritanië · Mauritius · Mexico · Monaco · Mongolië · Mozambique · Myanmar · Namibië · Nederland · Nederlandse Antillen · Nepal · Nicaragua · Nieuw-Zeeland · Niger · Nigeria · Noord-Korea · Noorwegen · Oeganda · Oman · Oostenrijk · Pakistan · Panama · Papoea-Nieuw-Guinea · Paraguay · Peru · Polen · Portugal · Puerto Rico · Qatar · Roemenië · Rwanda · Saint Vincent‑Grenadines · Salomonseilanden · Samoa · San Marino · Saoedi-Arabië · Senegal · Seychellen · Sierra Leone · Singapore · Slovenië · Soedan · Spanje · Sri Lanka · Suriname · Swaziland · Syrië · Tanzania · Thailand · Togo · Tonga · Trinidad en Tobago · Tsjaad · Tsjecho-Slowakije · Tunesië · Turkije · Uruguay · Vanuatu · Venezuela · Verenigde Arabische Emiraten · Verenigde Staten · Vietnam · Zaïre · Zambia · Zimbabwe · Zuid-Afrika · Zuid-Korea · Zweden · Zwitserland · Onafhankelijke olympische deelnemers